# Préjano
Préjano település Spanyolországban, La Rioja autonóm közösségben. Préjano Arnedillo, Santa Eulalia Bajera, Herce, Arnedo, Muro de Aguas és Enciso községekkel határos. Lakosainak száma 223 fő (2024).

## Népesség
A település népessége az elmúlt években az alábbi módon változott:
| Lakosok száma | 210  | 196  | 229  | 228  | 263  | 259  | 221  | 214  | 204  | 223  |
|               | 2001 | 2004 | 2007 | 2009 | 2012 | 2014 | 2017 | 2019 | 2022 | 2024 |